# Aleurodicus essigi
Aleurodicus essigi là một loài côn trùng cánh nửa trong họ Aleyrodidae, phân họ Aleurodicinae.
Aleurodicus essigi được Sampson & Drews miêu tả khoa học đầu tiên năm 1941.